# الزر (دير الزور)
الزر(الشحيل الغربي )  قرية سورية تتبع ناحية البصيرة في منطقة مركز دير الزور في محافظة دير الزور. بلغ عدد سكانها 2166 نسمة في عام 2004 حسب إحصاء المكتب المركزي للإحصاء.يوجد فيها قلعه رومانيه تسما في وقتنا الحالي الطاحونه. وهي. ملتقى نهري. الخابور والفرات .ومن اقدم المنازل في قرية الزر منزل مطر التايه الموسى اول منزل يتم بنائه .سكان قريه الزر هم .مسلمين سنه   من قبيله العقيدات الزبيديه المذحجيه  القحطانيه اول من سكنه قريه الزر الدرويش  ومن ثمى سكنها بقيت  اقربائهم من الخلف العبد الله.هم من البوعزالدين. في ذيبان  وهم اربعةافخاذ  الدرويش. السبتي.المنكار.الحمدان .